# Zuch dziewczyna
Zuch dziewczyna (ros. Девушка с характером) – radziecka komedia z 1939 roku w reżyserii Konstantina Judina.

## Obsada
- Walentina Sierowa
- Emma Cesarska
- Andriej Tutyszkin
- Pawieł Oleniew
- Aleksandr Antonow
- Aleksandr Żukow
- Siergiej Blinnikow
- Galina Krawczenko